# Djamel Sedjati
Djamel Sedjati, né le 3 mai 1999 à Sougueur, est un athlète algérien spécialiste du 800 mètres.

## Biographie
Sélectionné en 2021 pour les Jeux olympiques de Tokyo, il déclare forfait après avoir contracté le Covid-19 une semaine avant son entrée en lice.

### Vice-champion du monde (2022)
Le 17 juin 2022 à Strasbourg, Djamel Sedjati porte son record personnel sur 800 mètres à 1 min 43 s 69. Deux semaines plus tard, il remporte la médaille d'or des Jeux méditerranéens 2022, à Oran, en 1 min 44 s 62, devançant son compatriote Yassine Hathat. Fin juillet, lors des championnats du monde 2022, à Eugene, il remporte la médaille d'argent du 800 m derrière le Kényan Emmanuel Korir, devenant la premier Algérien se hissant sur un podium mondial du 800 m depuis Djabir Saïd-Guerni en 2003.
Auteur de 1 min 43 s 40 le 9 juin 2023 lors du Meeting de Paris, il remporte début juillet son premier meeting Ligue de diamant, le Bauhaus-Galan à Stockholm, dans le temps de 1 min 44 s 59. Moins d'une semaine plus tard, à Oran en Algérie, il décroche la médaille d'argent du relais 4 × 400 m des Jeux panarabes de 2023.
Figurant parmi les favoris au podium lors des championnats du monde de Budapest, Djamel Sedjati se classe initialement 6e de la finale mais est finalement disqualifié  pour avoir franchi à deux reprises la ligne de couloir intérieur.
Le 17 septembre 2023, il remporte le Mémorial Van Damme de Bruxelles, avant-dernière étape de la Ligue de diamant 2023, en 1 min 43 s 59. Une semaine plus tard, il se classe troisième de la finale de la Ligue de diamant à Eugene, derrière le Kényan Emmanuel Wanyonyi et le Canadien Marco Arop, et porte son record personnel à 1 min 43 s 06.

### Médaille olympique et cinquième meilleur performeur de l'histoire (2024)
Djamel Sedjati remporte en juin 2024 l'étape de Ligue de diamant du Bauhaus-Galan à Stockholm en 1 min 43 s 51. Le 7 juin, au cours du Meeting de Paris, il s'impose dans le temps de 1 min 41 s 56 et établit la meilleure performance mondiale de l'année et devient par la même occasion le troisième meilleur performeur mondial de l'épreuve derrière le danois Wilson Kipketer et le kényan David Rudisha. Moins d'une semaine plus tard, le 12 juillet à l'occasion de sa victoire au Meeting Herculis de Monaco, il abaisse de 10/100e de seconde cette marque en 1 min 41 s 46. 
Figurant parmi les favoris pour le titre olympique à Paris, il décroche la médaille de bronze à l'issue de la finale la plus rapide jamais disputée et voit son record du mois de juillet battu par ses deux devanciers sur le podium. À l'issue de cette course qui le relègue au cinquième rang des coureurs de 800 mètres les plus rapides de l'histoire, la presse révèle que son logement au village olympique a fait l'objet, durant la compétition, de perquisitions menées par Office central de lutte contre les atteintes à l’environnement et à la santé publique. Cette procédure judiciaire a fait suite à un contrôle antidopage de la délégation olympique algérienne par l'Agence française de lutte contre le dopage auquel Djamel Sedjati n'était pas présent.

## Palmarès
| Date | Compétition           | Lieu             | Résultat | Épreuve   | Marque        |
| ---- | --------------------- | ---------------- | -------- | --------- | ------------- |
| 2022 | Jeux méditerranéens   | Oran             | 1er      | 800 m     | 1 min 44 s 52 |
| 2022 | Championnats du monde | Eugene           | 2e       | 800 m     | 1 min 44 s 14 |
| 2023 | Jeux panarabes        | Oran             | 1er      | 4 x 400 m | 3 min 02 s 84 |
| 2023 | Championnats du monde | Budapest         | Finale   | 800 m     | DQ            |
| 2023 | Ligue de diamant      | Ligue de diamant | 3e       | 800 m     | 1 min 43 s 06 |
| 2024 | Jeux olympiques       | Paris            | 3e       | 800 m     | 1 min 41 s 50 |

## Records
| Épreuve | Compétition                                  | Temps              | Lieu   | Date            |
| ------- | -------------------------------------------- | ------------------ | ------ | --------------- |
| 800 m   | Meeting international d'athlétisme de Monaco | 1 min 41 s 46 (NR) | Monaco | 12 juillet 2024 |

## Décoration
- Djadir de l'ordre du Mérite national d'Algérie.